# Ляховцы (Мозырский район)
Ляховцы (бел. Ляхаўцы) — деревня в Михалковском сельсовете Мозырского района Гомельской области Республики Беларусь.
На юге граничит с лесом.

## География

### Расположение
В 29 км на юг от Мозыря, 159 км от Гомеля, 2 км от железнодорожной станции Мытва (на линии Калинковичи — Овруч).

## Транспортная сеть
Транспортные связи по просёлочной, затем автодороге Мозырь — Новая Рудня. Планировка состоит из прямолинейной улицы, ориентированной с юго-востока на северо-запад, к центру которой присоединяется с запада короткая прямолинейная улица. Застройка двусторонняя, редкая, деревянная, усадебного типа.

## История
По письменным источникам известна с XIX века как деревня в Мозырском уезде Минской губернии. В 1908 году в Михалковской волости. В 1931 году жители вступили в колхоз. Во время Великой Отечественной войны 19 жителей погибли на фронте. Согласно переписи 1959 года центр Мозырской птицефабрики, в составе совхоза «Мозырский» (центр — деревня Рудня).

## Население

### Численность
- 2004 год — 14 хозяйств, 21 житель.

### Динамика
- 1870 год — 25 ревизских душ.
- 1897 год — 24 двора, 137 жителей (согласно переписи).
- 1908 год — 27 дворов, 184 жителя.
- 1925 год — 37 дворов.
- 1959 год — 118 жителей (согласно переписи).
- 2004 год — 14 хозяйств, 21 житель.